# Ponte do Guaíba
A Ponte do Guaíba, cujo nome oficial é Ponte Getúlio Vargas, é uma ponte móvel, do tipo basculante, sendo a primeira de quatro pontes da Travessia Régis Bittencourt, com extensão total de 7,7 km, localizada sobre o Lago Guaíba na cidade de Porto Alegre, capital do estado brasileiro do Rio Grande do Sul. Considerada um dos principais cartões-postais de Porto Alegre, ela liga a capital ao sul do estado, na intersecção das rodovias BR-116 e BR-290. Seu trajeto é praticamente o mesmo da rota de aproximação para a cabeceira 11 do Aeroporto Internacional Salgado Filho, então, às vezes, é possível ver aviões preparando-se para pousar no aeroporto.

## História
Até a década de 1950, a travessia sobre o lago, de Porto Alegre até a cidade de Guaíba, na Grande Porto Alegre, era feita por balsas, que saíam do bairro Vila Assunção, na Zona Sul de Porto Alegre. Com a saturação do sistema de travessias por balsa, a partir de 1953, começou-se a discutir alternativas. Foram apresentados doze projetos de cinco empresas. Foram propostas a construção de uma ponte na Vila Assunção ou uma ponte ou túnel saindo da região central de Porto Alegre. 
A proposta vencedora foi a de uma ponte que aproveitasse as ilhas sobre o lago. O projeto da ponte foi elaborado na Alemanha, em 1954, e analisado no Laboratoire Dauphinois d'Hidraulique, em Grenoble, na França. O contrato foi assinado em 26 de outubro de 1954 pelo governador Ernesto Dornelles, e a obra iniciou quase um ano depois, em 20 de outubro de 1955. A construção teve cerca de 3,5 mil operários envolvidos na obra.
A ponte foi inaugurada em 28 de dezembro de 1958, durante o governo de Ildo Meneghetti no estado do Rio Grande do Sul, com apenas um trevo de acesso, voltado para o centro da cidade. Foi no governo de Leonel Brizola que os outros acessos foram concluídos.

## Estrutura
A ponte é conhecida por possuir um vão móvel que eleva um trecho de pista de 58m de extensão e 400 toneladas de peso a uma altura de 24m (cada torre tem 43 metros até a base, sob a água). Este vão é içado para possibilitar a passagem de navios de grande porte — o que ocorreu em média 43 vezes por mês no ano de 2006. O vão começa a ser erguido quando o navio está a cerca de 1 km de distância, porque, caso ocorra algum problema na ponte, o navio terá tempo de evitar uma colisão. A duração em que o vão fica erguido dura em média 20 a 25 minutos.
Na época em que foi construída, era considerada a maior obra de engenharia do país, porém, com o passar o tempo, o crescimento do movimento de navios que abastecem o Pólo petroquímico de Triunfo, na Grande Porto Alegre, fez aumentar a frequência com que o vão móvel é içado. O tempo em que a ponte é interditada se tornou motivo de protesto de empresários e motoristas que utilizam a ponte, que possui um fluxo médio de 30 mil carros ao dia. De 1999 até 2011, a ponte chegou a ser interditada 14 vezes por problemas técnicos e panes, provocando congestionamentos no trânsito e dificultando o escoamento da produção.
A ponte foi administrada pela concessionária Triunfo Concepa até 2018. Atualmente, a ponte é administrada pelo Departamento Nacional de Infraestrutura de Transportes.

## Nova Ponte do Guaíba

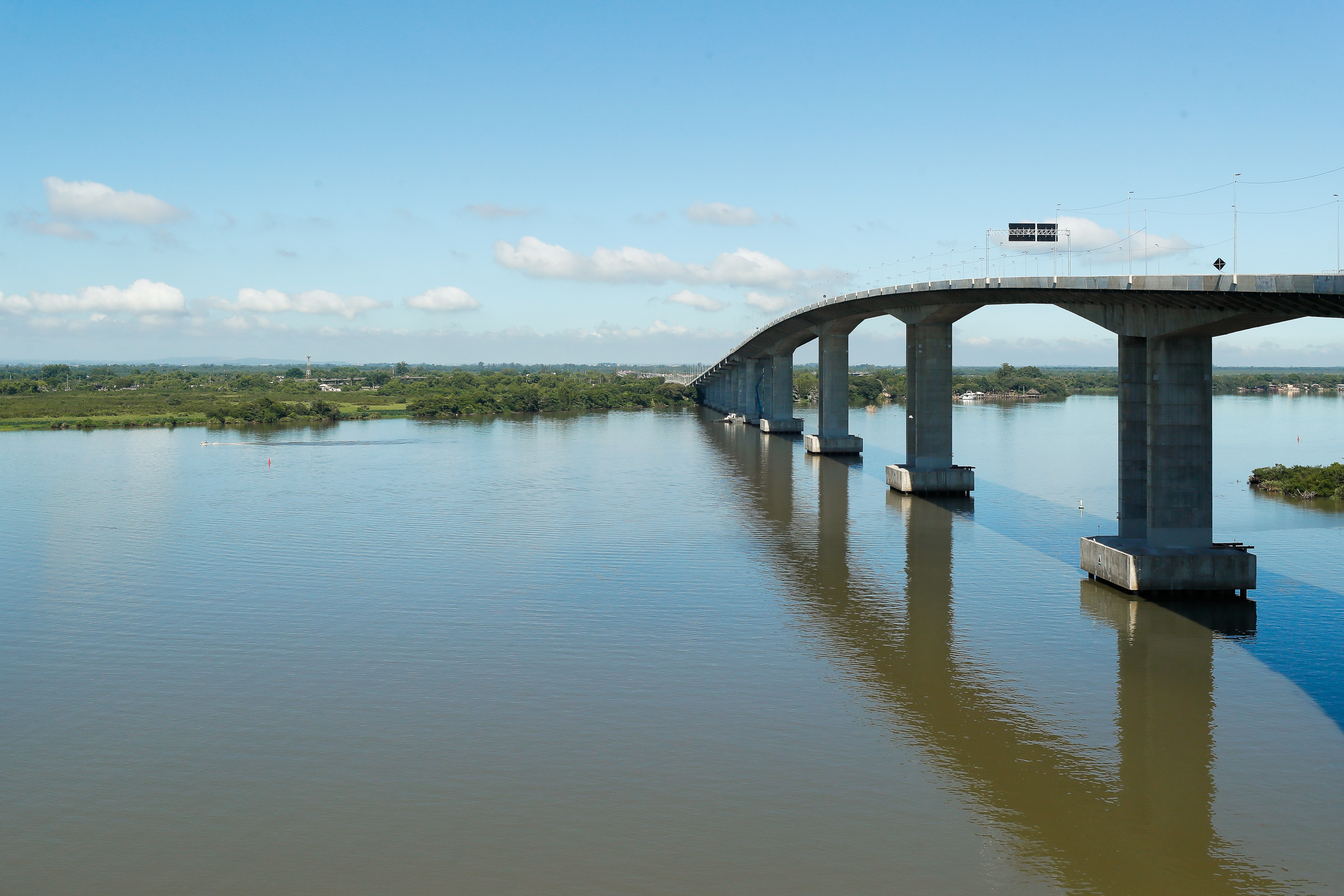
Em 10 de dezembro de 2020 foi inaugurado o eixo principal da nova ponte do Guaíba.

Em 2014, começou a ser construída uma nova ponte, que teria uma altura de 36 metros, sendo mais alta que a original, permitindo que navios de grande porte podessem transitar sem as interrupções no trânsito, como ocorre com a ponte atual. A previsão inicial era de que a nova ponte seria construída até o final de 2018. Porém, devido aos atrasos a ponte foi inaugurada em dezembro de 2020. Os acessos restantes ainda não tem previsão de término.

## Acidente
Em 30 de abril de 2014, por volta das 9h40, Yuri Bottaro, de 24 anos, caiu de carro do vão móvel da Ponte. O jovem estava se deslocando para comparecer a uma entrevista de emprego, marcada para as 8h30, em Eldorado do Sul, na Região Metropolitana de Porto Alegre.
Segundo familiares, ele estava atrasado. Por esse motivo, Yuri teria acessado a ponte pela contramão, no sentido ao interior do estado, pela Avenida Sertório, localizada na saída de Porto Alegre. O jovem não teria percebido o bloqueio no trecho, e chegou a frear, mas acabou despencando no Guaíba, de uma altura aproximada de 25 metros. Yuri morava em Charqueadas, a cerca de 40 km da capital gaúcha, mas não conhecia muito a região de Porto Alegre, e tinha uma noiva.
O corpo do motorista foi retirado da água às 11h20, e o carro foi retirado meia hora depois. A Polícia Rodoviária Federal (PRF), um bote da Marinha e um catamarã auxiliaram nas buscas conduzidas pelo Corpo de Bombeiros.